# الکترونیک تنظیم فرمان
الکترونیک تنظیم فرمان شاخه‌ای از الکترونیک صنعتی است. در الکترونیک تنظیم فرمان، روش‌های کنترل و تبدیل قدرت الکتریکی بررسی می‌شود.

## مدار فرمان
به مجموعهٔ مدارهای الکترونیکی با سطوح ولتاژ پایین که به طور معمول شامل مدارهای مجتمع و قطعات مجزا هستند و سیگنال‌های لازم برای فرمان دادن به گیت قطعات قدرت را تولید می‌کنند مدار فرمان گفته می‌شود.

## مشخصه‌ها
- قطعات الکترونیکی به کار رفته در این بخش درای توان‌های بسیار زیاد هستند. (تا حدود ۶۰۰۰ وات)
- مقادیر نامی ولتاژ و جریان که به قطعات اعمال می‌گردد بسیار زیاد است.